# Lavalette (Aude)
Lavalette (okzitanisch La Valeta) ist eine französische Gemeinde mit 1.572 Einwohnern (Stand 1. Januar 2022) im Département Aude in der Region Okzitanien. Sie gehört zum Arrondissement Carcassonne und zum Kanton Carcassonne-3.

## Nachbargemeinden
Nachbargemeinden von Lavalette  sind  Mas-des-Cours im Nordosten, Fajac-en-Val im Südosten, Ladern-sur-Lauquet im Südwesten und Verzeille im Nordwesten.

## Bevölkerungsentwicklung
| Jahr      | 1962 | 1968 | 1975 | 1982 | 1990 | 1999 | 2013 |
| Einwohner | 338  | 317  | 458  | 617  | 919  | 1067 | 1444 |